# أقصر وظيفة تالية

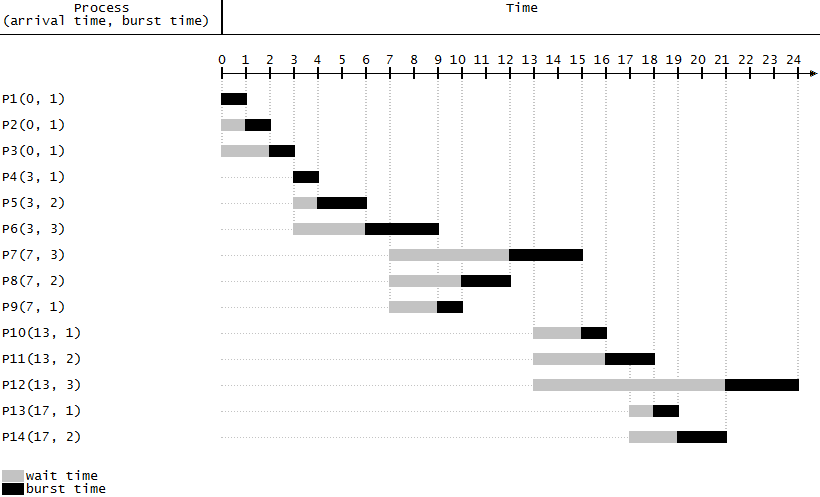

أقصر وظيفة تالية هي سياسة جدولة التي تعتمد لاختيار العملية الحاسوبية التالية التي تتطلب أقل وقت تنفيذ. هي خوارزمية غير استباقية. ومن تفرعاتها أقصر وقت متبقي الاستباقية. من حسناتها بساطتها وتقلل معدل انتظار العمليات قبل تنفيذها. ومن سيئاتها أنها قد تمنع فرصة تنفيذ عمليات تطلب وقتا أطول إذ تركز على تنفيذ العمليات الأقصر بشكل مستمر. ويمكن حل هذه المعضلة باعتماد عملية نسبة الرد العالية تالية. ومن مساؤها ضرورة حساب مدة التنفيذ لكل العمليات قبل اتخاذ القرار.
من أهم استخداماتها الفعالة هي في عمليات التي تتبادل الانتظار بالتنفيذ بشكل دوري وفي العمليات التي يمكن تحديد مدة التنفيذ بدقة. عادة ما تستعمل تقنية الشيخوخة الحاسوبية لتحديد مدة التنفيذ.